# Эмилия Галотти
«Эмилия Галотти» — трагедия в пяти действиях Г. Э. Лессинга 1772 года. Место и время действия — городок Гвасталла на севере Италии в XVII веке.
Лессинг работал над сюжетом трагедии пятнадцать лет: первые записи датируются 1757 г. Лессинг планировал писать трагедию «Виргиния» об истории римской Виргинии, но впоследствии перенес действие в более современную эпоху.

## Переводы на русский язык
- 1784 — Василий А. Петин (первый перевод)
- 1788 — Н. М. Карамзин (для постановки трагедии в Москве В. П. Померанцевым, игравшем Одоардо);
- 1894 — Эмилия Галотти. Трагедия в 5 действиях / Г. Э. Лессинг; Перевод В. Д. Владимирова. — Санкт-Петербург: М. М. Ледерле и К°, 1894. — 94 с.; 17. — (Моя библиотека; № 80);
- 1896 — Эмилия Галотти. Трагедия в 5 действиях / Сочинение Лессинга; Перевод Н. Ф. Арбенина. — Москва: лит. Московской театральной библиотеки С. Ф. Рассохина, ценз. 1896. — 100 с.; 22 см;
- 1914 — Эмилия Галотти. Трагедия в 5 действиях / Г. Лессинг; Перевод с немецкого А. Николаевой. — Москва: «Польза», В. Антик и К°, 1914. — 101 с.; 14 см. — (Универсальная библиотека; № 977);
- 1939 — Эмилия Галотти. Трагедия в 5 действиях / Готхольд Эфраим Лессинг; Перевод Моисея Марковича Бамдаса. — Москва — Ленинград: Искусство, 1939. — 124 с.; 14 см. — (Библиотека мировой драматургии);
- 1953 — Эмилия Галотти. Трагедия в 5-ти действиях / Лессинг; Перевод с немецкого П. В. Мелковой]. — Москва: Искусство, 1953. — 76 с.; 19 см;

## Постановки
- Премьера состоялась в Брауншвейге в оперном театре на Хагенмаркте 13 марта 1772 года.
- 1791 — Большой Петровский театр. Дата премьеры неизвестна. В роли Одоардо Галотти — Померанцев В.П.
- 1870 — Малый театр. В заглавной роли триумфально дебютировала шестнадцатилетняя М. Н. Ермолова.
- 1878 — В роли Эмилии — М. Г. Савина
- 1896 — В роли Эмилии — М. А. Потоцкая
- 1953 — Малый театр. Пер. М. М. Бамдаса. Пост. В. И. Цыганкова. Худ. Б. Г. Кноблок.
- 2001 — Deutsches Theater. Реж. М. Тальхаймер. — пресса
- 2013 — Современник. Реж. Габриэлла Туминайте[1]

## Экранизации
- 1913 — Эмилия Галотти
- 1958 — Эмилия Галотти
- 1971 — Эмилия Галотти
- 2002 — Эмилия Галотти
- 2003 — Эмилия Галотти
- 2005 — Эмилия